# كفرشخنا
كفرشخنا هي إحدى القرى اللبنانية من قرى قضاء زغرتا في محافظة الشمال.

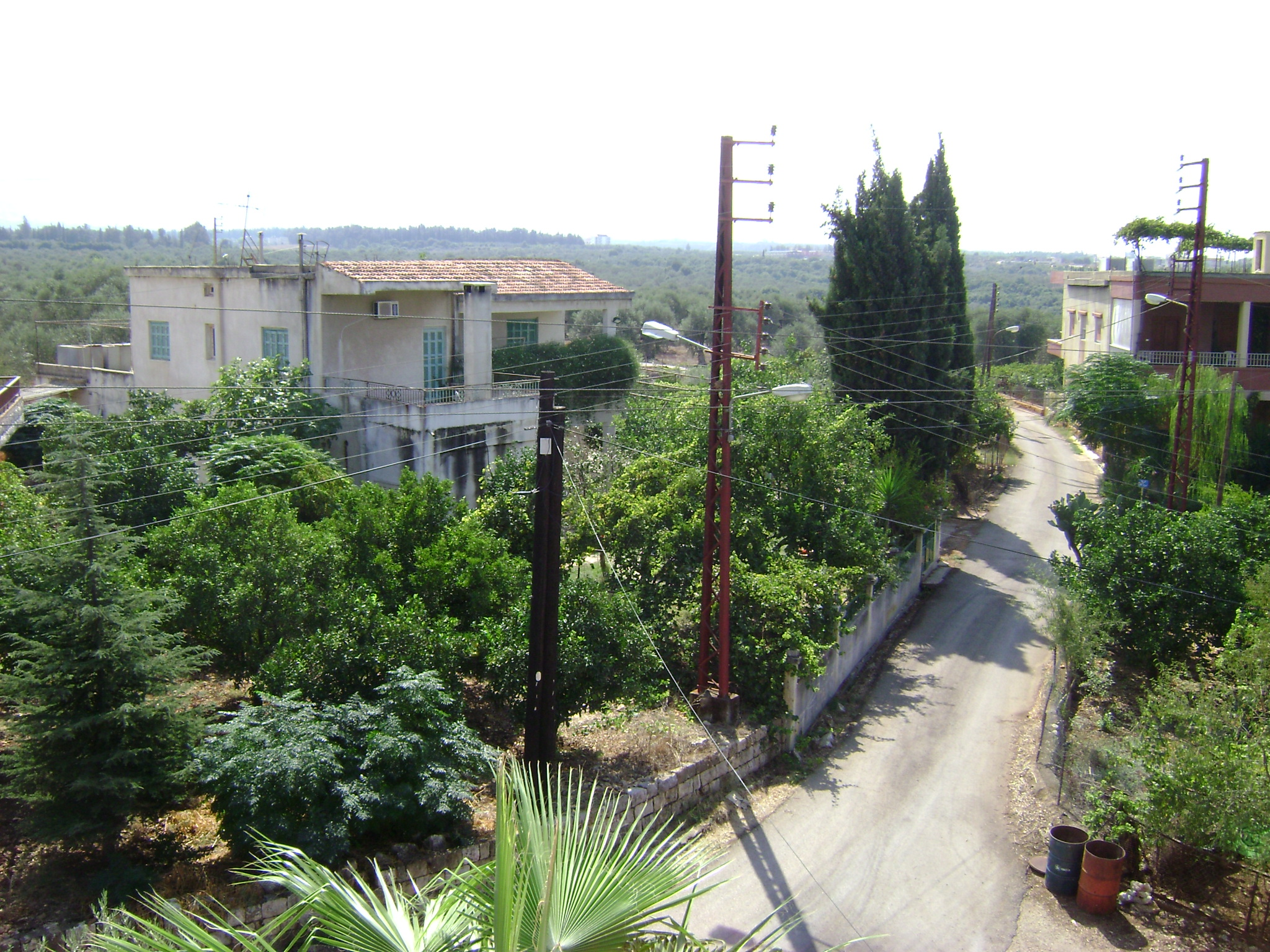
قرية كفرشخنا في لبنان